# Verfassungsgericht der Republik Nordmazedonien

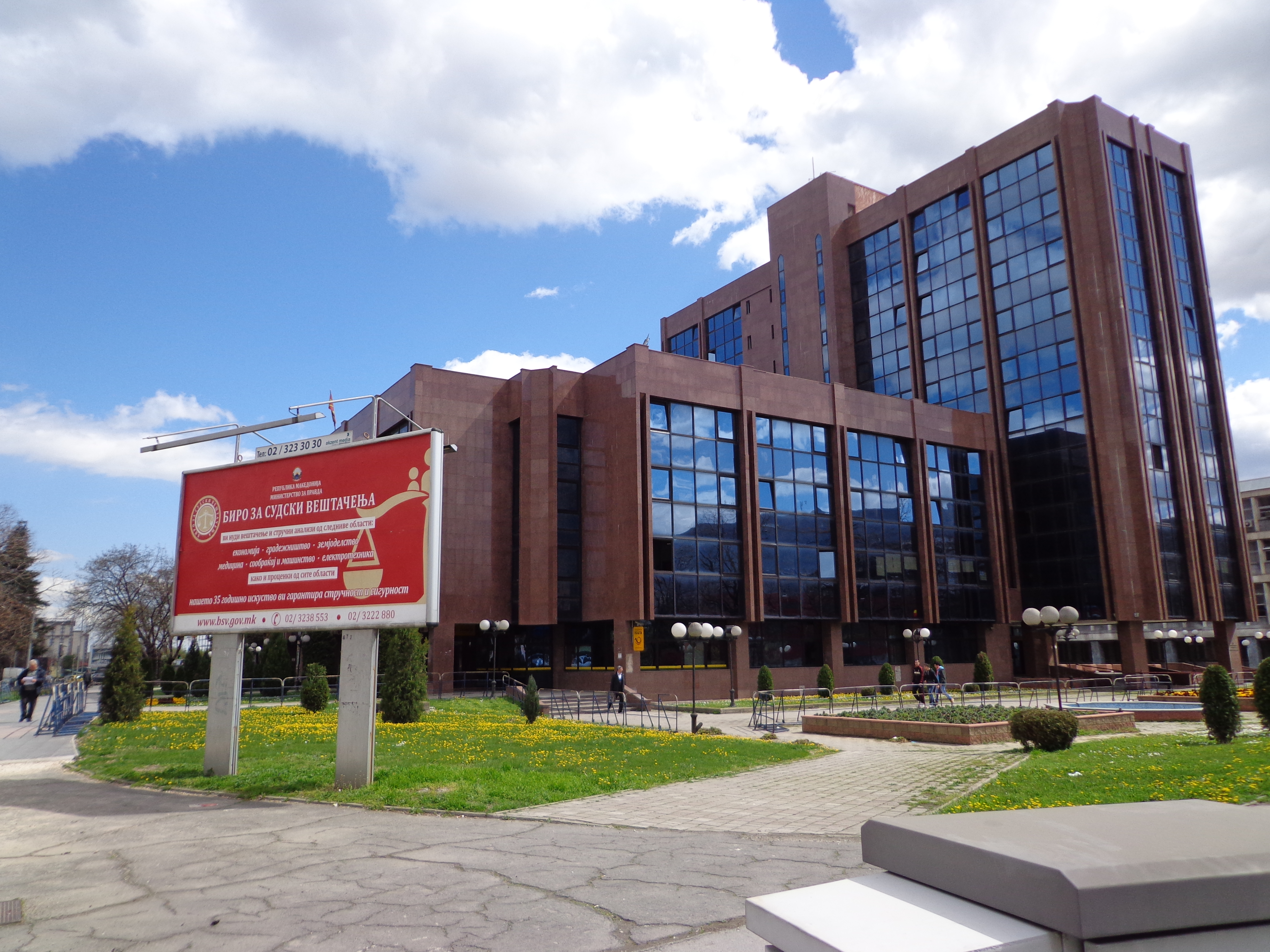
Sitz des Verfassungsgerichts in Skopje (2013)

Das Verfassungsgericht der Republik Nordmazedonien (in den offiziellen Amtssprachen Nordmazedoniens: mazedonisch Врховен суд на Република Северна Македонија Vrhoven sud na Republika Severna Makedonija und albanisch Gjykata Supreme e Republikës së Maqedonisë së Veriut) ist das höchste Gericht dieser parlamentarischen Republik in Südosteuropa. Es hat seinen Sitz in der Hauptstadt Skopje. Verfassungspräsidentin ist seit dem 12. Februar 2021 die ethnisch-albanische Richterin Besa Ademi (* 1964), welche für eine Amtszeit von drei Jahren gewählt wurde.

## Organisation und Zuständigkeiten
Zu den Aufgaben und Kompetenzen des Verfassungsgerichts gehören laut nordmazedonischer Verfassung und anderen Rechtsdokumenten Rechtsprechungen in zweiter Instanz gegen ihre Justizräte und in dritter und letzter Instanz nach Einsprüchen gegen das Appellationsgericht. Auch kann sie gegen Endurteile der Gerichte erster und zweiter Instanz Recht sprechen. Darüber hinaus kontrolliert sie die Zuständigkeiten der genannten sowie des Verwaltungsgerichts und des Hohen Verwaltungsgerichts. Zuletzt kann das Urteil des Verfassungsgericht mittels einer Verfassungsbeschwerde oder einer Konkreten Normenkontrolle angefragt werden. Laut dem Verfassungsartikel 83 kann das Verfassungsgericht zudem die politische Immunität des Präsidenten mit einer Zweidrittelmehrheit aufheben.
Das Verfassungsgericht ist in die vier Abteilungen für Strafrecht, Zivilprozessrecht, Rechtsurteile innerhalb angemessener Frist und Gerichtspraxis untergliedert.
Zu den Organen des Verfassungsgerichts gehören der Gerichtsrat, die Abteilungssitzung, die gemeinsame Sitzung aller Abteilungen, die Richterversammlung und die allgemeine Versammlung.

## Richter
Die Richter werden vom Parlament der Republik Nordmazedonien mit einer absoluten Mehrheitswahl für eine Amtszeit von neun Jahren ohne die Möglichkeit einer weiteren Amtszeit bestimmt. Die Gerichtspräsidentin wird aus den Reihen der Richter für eine dreijährige Amtszeit gewählt.
| Name                         | Position            | Bestellung |
| ---------------------------- | ------------------- | ---------- |
| Besa Ademi                   | Gerichtspräsidentin | 2021       |
| Vasil Grčev                  | Richter             | 2001       |
| Faik Arsllani                | Richter             | 2010       |
| Vladimir Stojanoski          | Richter             | 2010       |
| Jelica Krstevska             | Richterin           | 2011       |
| Snežana Gjorgjieska Zekirija | Richterin           | 2012       |
| Xhemali Saiti                | Richter             | 2012       |
| Isamedin Limani              | Richter             | 2013       |
| Shpend Devaja                | Richter             | 2013       |
| Afrim Fidani                 | Richter             | 2017       |
| Cvetanka Perić               | Richterin           | 2019       |
| Mirjana Lazarova Trajkovska  | Richterin           | 2020       |
| Safet Kadrii                 | Richter             | 2020       |
| Nake Georgiev                | Richter             | 2020       |

## Geschichte
Mit der Unabhängigkeit Nordmazedoniens im Jahr 1991 und der damit eingeführten Verfassung nahm das Verfassungsgericht eine zentrale Rolle in der neuen Rechtsordnung des Balkanlandes ein. Zum einen war es ein Garant für die Einheit bei der Gesetzesanwendung vonseiten der Richter und zum anderen ist es das höchste Gericht des Staates. Bei beiden Punkten beruht es auf drei rechtsstaatlichen Prinzipien: 1. der Fortschritt und der Schutz der Grundfreiheiten und der Menschen- sowie Bürgerrechte, angenommen im Völkerrecht und aufgeführt in der Verfassung, 2. der Grundsatz der Rechtsstaatlichkeit und 3. der Grundsatz der Gewaltentrennung in Legislative, Exekutive und Judikative.
Das verfassungsgegebene Prinzip der Unparteilichkeit und Unabhängigkeit der selbstverwalteten Gerichte im Land wird genauso vom Verfassungsgericht verteidigt.

## Bedeutende Entscheidungen
2020 wiederholte das Verfassungsgericht ihr Urteil bezüglich Nikola Gruevski, dem ehemaligen Ministerpräsidenten Nordmazedoniens aus der VMRO-DPMNE, nachdem dieser Berufung eingelegt hatte: Er wurde zu zwei Jahren Gefängnishaft verurteilt, weil er durch eine illegale Ausschreibung ein 600.000 Euro teures Auto gekauft hatte. Seit 2018 befindet er sich in Ungarn, wo er Asyl bekommen hat. Budapest lehnte eine Auslieferung ab. Gruevskis Partei und Viktor Orbáns Fidesz waren enge Partner im Rahmen der Europäischen Volkspartei. Die ehemalige Innenministerin Gordana Jankulovska und ihr vormaliger Assistent Gjoko Popovski wurden wegen anderer Verbrechen zu sechs und neun Jahren Gefängnishaft verurteilt.